# Floscularia melicerta
Floscularia melicerta är en hjuldjursart som först beskrevs av Ehrenberg 1832.  Floscularia melicerta ingår i släktet Floscularia och familjen Flosculariidae. Inga underarter finns listade i Catalogue of Life.